# Форматирање диска
Форматирање диска је процес припреме уређаја за складиштење података као што су хард диск, ССД, флопи за прву употребу. У неки случајевима форматирање такође ствара нови фајл систем. Први корак је форматирање на ниском нивоу. Други корак ја партицијонисање уређаја што уређај чини видљивим оперативном ситему. Трећи и последњи корак је стварање фајл систем овај корак се назива и high-level format.

## Форматирање на ниском нивоу (low-level format)
Форматирање на ниском нивоу (low-level format) служи за поделу плоча диска на стазе и поделу стаза на секторе. Код савремених хард дискова тај поступак се обавља у току производње диска што раније није био случај.
Раније су се користили степ мотори за позиционирање глава за читање и писање изнад стаза плоча диска. Међутим због загревања, хабања и других негативних утицаја, током времена, долазило је до деформације плоче диска. Данас новији модели користе линеарне моторе. Контролна логика хард диска може да осети да детектује одступања позиције главе за читање и писање од жељене локације и да коригује управљање линеарним мотором . Због овога је процес форматирања на ниском нивоу , у току употребе, постао непотребан.
Код савремених модела се примењује зонска подела ( Multiple Zone Recording ) док је раније био исти број сектора у свакој стази. Начин зонске поделе се дефинише у току производње и оптимизован је у складу са брзином преноса података и густином записа података.

## Подела хард диска на партиције
Поступак поделе меморијског простора хард диска на мање целине који се називају партиције или волумени се зове подела хард диска. Подељене целине једног хард диска се третирају као да постоји више независних хард дискова. Хард диск се дели на партиције због боље организације података и повећања брзине приступа подацима. Поред тога ако поделимо хард диск на више партиција у могућности смо да инсталирамо више оперативних система на једном хард диску. Свака партиција има своје име а сваки хард диск мора да има барем једну партицију. Најраспрострањенија имена партиција су Ц и Д. Иако постоји само један физички хард диск ако га поделимо опертивни систем ће га видети као два независна диска.
Оперативни систем Microsoft Windows поджава три различите методе поделе диска: MBR (master boot record) метода, GPT(GUID partition table) и динамичко партиционисање (dynamic storage partitioning scheme). Дискови подељени на партиције МБР или ГПТ методом се срећу под заједничким називом basic disk, а ако су подељени ДП методом називају се dynamic disk. Ако рачунар има више дискова сваки од њих може да буде подељен различитом методом.

## Форматирање диска (high-level format)
Диск се дели на партиције (волумене) пре инсталирања оперативног система или у ситуацијама када се на постојећи систем прикључује додатни (нови) диск.
Данас се за форматирање диска користи програм са графичким интерфејсом Disk Management док се раније користио програм FDISK . Након поделе диска на партиције, потребно је дефинисати фајл систем (file system) за сваку претходно направљену партицију кроз поступак који се назива форматирање диска. Тако се се креирају логичке структуре у које ће се касније уписивати подаци о фајловима који ће се снимати на диск и месту где се фајлови налазе. Фајл систем дефинише величину кластера и како су фајлови и фолдери записани у кластере. Ако постоји више партиција на једном хард диску могуће је имати и више фајл система. Две најпознатије врсте фајл система су FAT и NTFS.